# Michael Schulze (Pokerspieler)
Michael Schulze (* 1967) ist ein deutscher Pokerspieler. Er gewann 2008 das Main Event der European Poker Tour.

## Pokerkarriere
Schulze gewann Mitte März 2008 das Main Event der European Poker Tour in Warschau. Dafür setzte er sich gegen 358 andere Spieler durch und erhielt ein Preisgeld in Höhe von umgerechnet mehr als 900.000 US-Dollar. Bei der World Series of Poker im Rio All-Suite Hotel and Casino am Las Vegas Strip kam Schulze Ende Juni 2010 bei einem Turnier der Variante No Limit Hold’em ins Geld. Seitdem blieben größere Turniererfolge aus.
Insgesamt hat sich Schulze mit Poker bei Live-Turnieren knapp eine Million US-Dollar erspielt.